# Cristian Maidana
Cristian Oscar Maidana (Resistencia, Chaco, Argentina, 24 de enero de 1987) es un futbolista argentino. Juega de mediocampista y su actual club es el Argentino de Quilmes de la B Metropolitana.

## Trayectoria
Llegó a Buenos Aires en el año 2000 y se probó en Banfield, logrando quedarse en las inferiores. Debutó en primera división el 5 de marzo de 2006, ante Arsenal de Sarandí, durante un juego que finalizó con derrota de 0-1. 
El 5 de enero de 2008 fue vendido al Spartak de Moscú por US$ 3.6 millones. Logró ser titular y convirtió 3 goles en el año jugando como volante ofensivo. El 16 de enero de 2009 fue cedido al Recreativo de Huelva de la Primera División de España. El 25 de enero de 2009 debutó oficialmente, ante el clásico rival, Real Betis, ingresó a los 20 minutos del segundo tiempo.
El 13 de diciembre de 2010, un día después de que Huracán terminara su participación en el Torneo Apertura de la Primera División de Argentina, Miguel Brindisi, DT del Globo, anunció el fichaje de Maidana como préstamo. En la mitad del año 2011 firmó un contrato con el Rangers. A principios del 2012, renovó su vínculo con Rangers por las próximas 2 temporadas. 
El 19 de julio de 2012 el presidente de Rangers, Ricardo Pini, confirmó su traspaso al Atlante de la Liga MX en una conferencia realizada en el Estadio Fiscal de Talca. Después de varios días de platicas, el 26 de julio de 2012, José Antonio García, Presidente Ejecutivo del Atlante, confirmó su llegada al club azulgrana.
Para el segundo semestre de 2013 volvió a la Argentina para jugar en Argentinos Juniors. En 2014, Philadelphia Union compró los derechos de Maidana. Al año siguiente, pasó a jugar con el Houston Dynamo, también de la Major League Soccer. 
Entre 2017 y 2019 jugó en Al-Ahli, Rionegro Águilas, Deportivo Capiatá y Alagoano. En 2019 fue campeón con el Olimpia de Honduras, de la mano de Pedro Troglio.

## Selección nacional
En 2006 vistió la albiceleste sub-20, disputando el Torneo Esperanzas de Toulon, en Francia, y luego como sparring de la selección mayor comandada por José Pekerman en el mundial de Alemania 2006.

## Clubes
| Club                          | País           | Año       | Partidos | Goles |
| ----------------------------- | -------------- | --------- | -------- | ----- |
| Banfield                      | Argentina      | 2006-2007 | 41       | 0     |
| Spartak de Moscú              | Rusia          | 2007-2008 | 24       | 2     |
| Spartak de Moscú II           | Rusia          | 2007-2008 | 7        | 1     |
| Recreativo de Huelva (cesión) | España         | 2009      | 17       | 1     |
| Spartak de Moscú              | Rusia          | 2009-2010 | 22       | 0     |
| Huracán (cesión)              | Argentina      | 2011      | 14       | 1     |
| Rangers de Talca              | Chile          | 2011-2012 | 28       | 1     |
| Atlante (cesión)              | México         | 2012-2013 | 26       | 3     |
| Argentinos Juniors            | Argentina      | 2013      | 5        | 0     |
| Philadelphia Union            | Estados Unidos | 2014-2015 | 62       | 3     |
| Houston Dynamo                | Estados Unidos | 2015-2017 | 33       | 3     |
| Al-Ahli                       | Catar          | 2017      | 6        | 0     |
| Águilas Doradas               | Colombia       | 2017      | 12       | 0     |
| Deportivo Capiatá             | Paraguay       | 2018-2019 | 36       | 1     |
| Centro Sportivo Alagoano      | Brasil         | 2019      | 1        | 0     |
| Olimpia                       | Honduras       | 2019-2021 | 35       | 1     |
| Cobresal                      | Chile          | 2021-2022 | 7        | 1     |
| Boca Unidos                   | Argentina      | 2022-2023 | 27       | 0     |
| Los Andes                     | Argentina      | 2023      | 4        | 0     |
| Tembetary                     | Paraguay       | 2024      | 7        | 3     |

## Palmarés

### Campeonatos nacionales
| Título          | Club    | Sede     | Año  |
| --------------- | ------- | -------- | ---- |
| Torneo Apertura | Olimpia | Honduras | 2019 |

### Campeonatos estatales
| Título              | Club     | Sede   | Año  |
| ------------------- | -------- | ------ | ---- |
| Campeonato Alagoano | Alagoano | Brasil | 2019 |